# Gonocephalus megalepis
Gonocephalus megalepis är en ödleart som beskrevs av  Pieter Bleeker 1860. Gonocephalus megalepis ingår i släktet Gonocephalus och familjen agamer. Inga underarter finns listade i Catalogue of Life.